# Leslie Dwyer
Leslie Gilbert Dwyer (Catford, 28 augustus 1906 - Truro, 29 december 1986) was een Brits acteur. Hij was bekend om zijn rol als de poppenspeler Mr. Partridge met afkeer voor kinderen in de komische televisieserie Hi-de-Hi!.

## Filmografie
- The Young Mr. Pitt (1942, niet op aftiteling)
- In Which We Serve (1942)
- The Goose Steps Out (1942, niet op aftiteling)
- Wings and the Woman (1942, niet op aftiteling)
- The Lamp Still Burns (1943)
- Yellow Canary (1943, niet op aftiteling)
- It Started at Midnight (1943)
- The Way Ahead (1944)
- Vacation from Marriage (1945, niet op aftiteling)
- Great Day (1945)
- This Man Is Mine (1946, niet op aftiteling)
- Piccadilly Incident (1946)
- The Adventuress (1946, niet op aftiteling)
- Night Boat to Dublin (1946)
- When the Bough Breaks (1947)
- Temptation Harbor (1947)
- The Little Ballerina (1948)
- The Calendar (1948)
- Bond Street (1948)
- Poet's Pub (1949)
- Now Barabbas (1949)
- A Boy, a Girl and a Bike (1949)
- It's Not Cricket (1949)
- The Bad Lord Byron (1949)
- Midnight Episode (1950)
- Double Confession (1950)
- Lilli Marlene (1951)
- Laughter in Paradise (1951)
- Wall of Death (1951)
- The Smart Aleck (1951)
- My Wife's Lodger (1952)
- The Hour of 13 (1952)
- Judgment Deferred (1952)
- Holiday Week (1952)
- Act of Love (1953)
- Captain Brassbound's Conversion (1953)
- The Black Rider (1954)
- The Good Die Young (1954)
- Roadhouse Girl (1954)
- Our Mr. Dundas (1955)
- Room in the House (1955)
- Where There's a Will (1955)
- Eyewitness (1956)
- The End Begins (1956)
- Not So Dusty (1956)
- Operation Conspiracy (1956)
- Menace in the Night (1957)
- Black Tide (1958)
- Left Right and Centre (1959)
- The 39 Steps (1959)
- Seventy Deadly Pills (1964)
- Die, Monster, Die! (1965)
- I've Gotta Horse (1966)
- The Bliss of Mrs. Blossom (1968)
- Lionheart (1968)
- Sophie's Place (1969)
- Up in the Air (1969)
- A Hole Lot of Trouble (1971)
- After Loch Lomond (1973)
- Dominique (1980)

## Televisieseries
- BBC Sunday-Night Theatre (1952)
- Rheingold Theatre (1955)
- The Vise (1955)
- Dick and the Duchess (1957)
- Ivanhoe (1958)
- White Hunter (1958)
- ITV Play of the Week (1959 en 1963)
- Rendezvous (1959 en 1961)
- The Nightwatchman's Stories (1959)
- No Hiding Place (1960 en 1963)
- Boyd Q.C. (1960 en 1961)
- ITV Television Playhouse (1960)
- Jacks and Knaves (1961)
- Echo Four Two (1961)
- Z Cars (1962-1976)
- Dixon of Dock Green (1962-1972)
- BBC Sunday-Night Play (1962)
- Suspense (1962)
- Steptoe and Son (1963)
- Fire Crackers (1964)
- Diary of a Young Man (1964)
- Sergeant Cork (1964)
- The Worker (1965 en 1969)
- King of the River (1966)
- Softly Softly (1966)
- Armchair Theatre (1967 en 1972)
- The Charlie Drake Show (1967)
- Theatre 625 (1967)
- Sanctuary (1967)
- Ways with Words (1967)
- Coronation Street (1968 en 1978)
- Public Eye (1968 en 1969)
- Oh Brother! (1968)
- You and the World (1968)
- The Rivals of Sherlock Holmes (1971)
- You're Only Young Twice (1971)
- The Mind of Mr. J.G. Reeder (1971)
- Follyfoot (1972)
- Beryl's Lot (1973)
- Oranges & Lemons (1973)
- 7 of 1 (1973)
- Doctor Who (1973)
- Comedy Premiere (1975)
- The Sweeney (1975)
- Wodehouse Playhouse (1975)
- Late Call (1975)
- Crown Court (1975)
- The Squirrels (1976)
- Angels (1976)
- Play for Today (1976)
- Oh No, It's Selwyn Froggitt (1977)
- Lord Tramp (1977)
- Jubilee (1977)
- Famous Five (1978)
- Leave It to Charlie (1978)
- Terry and June (1979)
- Maggie and Her (1979)
- The Other One (1979)
- Hi-de-Hi! (1980-1984)
- Time of My Life (1980)